# Xã Baker, Quận Crawford, Kansas
Xã Baker (tiếng Anh: Baker Township) là một xã thuộc quận Crawford, tiểu bang Kansas, Hoa Kỳ. Năm 2010, dân số của xã này là 3.408 người.